# Topolino Robinson
Topolino Robinson (Mickey's Man Friday) è il titolo di un cortometraggio di Topolino del 1935. È ispirato alla storia di Robinson Crusoe.
Uscito il 19 gennaio 1935.